# ダミアン・カラウナ
ダミアン・カラウナ（Damian Karauna、1975年3月6日 - ）は、ニュージーランドのラグビー指導者。ジャパンラグビーリーグワン マツダスカイアクティブズ広島のヘッドコーチを務める。

## プロフィール
- ニュージーランド・マンガキノ出身[2]。
- ポジションはスクラムハーフ(SH)[3]。
- 7人制ニュージーランド代表に選ばれたことがある。

## 略歴
現役時代、ワイカト・ハリケーンズ・福岡サニックスボムズでプレーしていた。
現役引退後、7人制ニュージーランド代表のコーチを経て、2016年、7人制日本代表のヘッドコーチに就任。
2018年、7人制日本代表のヘッドコーチを退任した。
2019年、宗像サニックスブルースのディフェンス・スキルコーチに就任。
2021年、ヘッドコーチに昇格。2022年5月、宗像サニックスブルースは解散となる。
2024年7月、マツダスカイアクティブズ広島のヘッドコーチに就任。